# Halalaimus droebachiensis
Halalaimus droebachiensis är en rundmaskart som beskrevs av Allgen 1931. Halalaimus droebachiensis ingår i släktet Halalaimus och familjen Oxystominidae. Inga underarter finns listade i Catalogue of Life.